# Mount McLennan (berg i Antarktis, lat -77,58, long 162,93)
Mount McLennan är ett berg i Antarktis. Det ligger i Östantarktis. Nya Zeeland gör anspråk på området. Toppen på Mount McLennan är 1 770 meter över havet.
Terrängen runt Mount McLennan är kuperad åt nordost, men åt sydväst är den bergig. Trakten är obefolkad. Det finns inga samhällen i närheten.